# Khaled Adénon
Abdoul Khaled Akiola Adénon (Allahé, 28 luglio 1985) è un calciatore beninese, difensore dell'Albert USOAS.

## Carriera

### Club
Ha giocato nei campionati ivoriano, francese ed emiratino.

### Nazionale
Ha esordito con la nazionale beninese nel 2006.

## Palmarès

### Club

#### Competizioni nazionali
- Campionato ivoriano: 2

ASEC Mimosas: 2005, 2006
- Coppa della Costa d'Avorio: 2

ASEC Mimosas: 2005, 2007